# CD 모스톨레스
CD 모스톨레스(스페인어: Club Deportivo Móstoles)는 스페인 마드리드주 모스톨레스를 연고로 하는 축구단이다. 1955년에 창단되어 2012년에 해체되었으며, 테르세라 페데라시온에서 마지막 시즌을 보냈다. 2011-12 시즌과 전 시즌에 선수들에게 234,591유로의 전체 부채가 발생하면서 결국 해단했다.

## 역대 감독
| 감독               | 임기        |
| ------------------ | ----------- |
| 호세 가르시아 코랄 | 1999 ~ 2000 |